# سيمون ريكس
سيمون ريكس (Simon Riex) من مواليد 20 يونيو 1974.هو مغني راب ومنتج وممثل وكوميدي أمريكي.

## روابط خارجية
- سيمون ريكس على موقع IMDb (الإنجليزية)
- سيمون ريكس على موقع ألو سيني (الفرنسية)
- سيمون ريكس على موقع ميوزك برينز (الإنجليزية)
- سيمون ريكس على موقع ميوزك برينز (الإنجليزية)
- سيمون ريكس على موقع أول موفي (الإنجليزية)
- سيمون ريكس على موقع قاعدة بيانات الأفلام السويدية (السويدية)
- سيمون ريكس على موقع إن إن دي بي (الإنجليزية)
- سيمون ريكس على موقع أول ميوزيك (الإنجليزية)
- سيمون ريكس على موقع أول ميوزيك (الإنجليزية)
- سيمون ريكس على موقع ديسكوغز (الإنجليزية)
- سيمون ريكس على موقع ديسكوغز (الإنجليزية)